# Никита Столпник
Преподобни Никита Столпник је хришћански светитељ, који је за живота био столпник. 

## Житије
Хришћанска традиција га у младости описује као необузданог и порочног. Прича даље каже да када је једном случајно ушао у цркву, зачуо је речи пророка Исаије, које су оставиле дубок утисак на њега и чак учиниле да напусти своје имање и жену и да се замонаши близу Перејаславља. Ту се предао подвизима; обложио се ланцима и попео се на један столп, због чега је и прозван Столпником. У хришћанскј традицији помиње се да му је Бог даровао велику моћ да исцељује људе, међу којима и черниговског кнеза Михаила од парализе. Неки лопови су једном видели на њему ланце, па пошто су се сијали помисли су да су од сребра. Због тога су га у ноћи 16. маја 1186. убили, а ланце скинули и однели. Према предању, убијени Никта се јавио неком старцу Симеону у сну и наредио му да ланце, када буду пронађени, положи у гроб покрај његовог тела. То се и десило, јер када су разбојници, који су стигли до Волге решили да поделе плен, увидели су да ланци нису од сребра, па су их бацили у реку. Управо је Симеон видео сјај на води и позвао старешину манастира, као и житеље тог места. Сви су наводно видели како ланци попут дрвета плутају по води и са страхопоштовањем урадили онако како је Никита рекао старцу у сну.

## Празник
Српска православна црква слави га 24. маја по црквеном, а 6. јуна по грегоријанском календару.